# Rhamphomyia insecta
Rhamphomyia insecta är en tvåvingeart som beskrevs av Daniel William Coquillett 1895. Rhamphomyia insecta ingår i släktet Rhamphomyia och familjen dansflugor.
Artens utbredningsområde är Texas. Inga underarter finns listade i Catalogue of Life.